# ISO 3166-2
ISO 3166-2는 ISO 3166의 일부로서, 전 세계 나라 및 부속 영토의 주요 구성 단위의 명칭에 고유 부호를 부여하는 국제 표준이다. 1998년 처음으로 결정되어 지금까지 아홉번 개정된 바 있다. 약 3700개의 고유 부호가 있다. 정식 명칭은 'Codes for the representation of names of countries and their subdivisions – Part 2: Country subdivision code'이다.

## 같이 보기
- ISO 3166
- 나라별 행정 구역 목록